# Office des Nations unies à Genève
L’Office des Nations unies à Genève (ONUG) (en anglais : United Nations Office at Geneva (UNOG)), est le principal siège des Nations unies en Europe, à côté de celui de Vienne, et est situé à cheval entre Genève et Pregny-Chambésy, en Suisse. Le Palais des Nations héberge l'ONUG, après avoir été le siège de la Société des Nations (SDN) de 1936 à 1939 et en 1946 lors de sa dissolution.
Deux tiers des activités du système des Nations unies se déroulent à Genève. Aujourd'hui, plus de 1 600 employés y travaillent et plus de 10 000 réunions s'y tiennent chaque année. Le Palais des Nations accueille plus de 100 000 visiteurs annuellement.

## Histoire
Les pays présents à la Conférence de San Francisco ont décidé, au moment de la création de l'ONU, de ne pas prendre Genève pour siège principal, à la fois parce que cette localisation rappelait l'échec de la SDN, et parce que les États-Unis exigeaient que le siège de la nouvelle organisation soit situé sur leur territoire. La ville de New York a finalement été retenue en 1946.
L'ONUG est basé à Genève depuis 1946, mais a été nommé Office européen des Nations unies jusqu'à son changement de nom en 1966. La secrétaire générale adjointe des Nations unies, qui exerce la charge de directrice générale du bureau de Genève, est Tatiana Valovaya, économiste, journaliste et diplomate de Russie.
En plus de l'administration générale des Nations unies, plusieurs agences de l'ONU sont situées dans le Palais des Nations. D'autres agences des Nations unies ont leurs bureaux en dehors du Palais, dans le même quartier, dans des bureaux fournis par le gouvernement suisse.

### Direction générale
- 1946–1951 : Wladimir Moderow ( Pologne)
- 1952–1957 : Adrien Pelt ( Pays-Bas)
- 1957–1968 : Pier Pasquale Spinelli ( Italie)
- 1968–1978 : Vittorio Winspeare-Guicciardi ( Italie)
- 1978–1983 : Luigi Cottafavi ( Italie)
- 1983–1987 : Éric Suy ( Belgique)
- 1987–1992 : Jan Mårtenson ( Suède)
- 1992–1993 : Antoine Blanca ( France)
- 1993–2002 : Vladimir Petrovsky (en) ( Russie)
- 2002–2011 : Sergueï Ordjonikidze ( Russie)
- 2011–2013 : Kassym-Jomart Tokaïev ( Kazakhstan)
- 2013-2019 : Michael Møller ( Danemark)
- Depuis 2019 : Tatiana Valovaya ( Russie)

## Agences ayant leur siège à Genève
- Bureau international d’éducation (BIE)
- Centre du commerce international (CCI)
- Centre international de calcul (CIC)
- Commission d'indemnisation des Nations unies (CINU)
- Commission économique pour l'Europe (CEE)
- Conférence des Nations unies sur le commerce et le développement (CNUCED)
- Corps commun d'inspection (CCI)
- Haut-Commissariat des Nations unies aux droits de l'homme (HCDH)
- Haut Commissariat des Nations unies pour les réfugiés (HCR)
- Institut de recherche des Nations unies pour le développement social (UNRISD)
- Institut des Nations unies pour la formation et la recherche (UNITAR)
- Institut des Nations unies pour la recherche sur le désarmement (UNIDIR)
- Onusida
- Organisation internationale du travail (OIT)
- Organisation météorologique mondiale (OMM)
- Organisation mondiale de la propriété intellectuelle (OMPI)
- Organisation mondiale de la santé (OMS)
- Organisation internationale pour les migrations (OIM)
- Organisation mondiale du commerce (OMC)
- Union internationale des télécommunications (UIT)

## Autres agences ayant des bureaux à Genève mais leur siège dans une autre ville

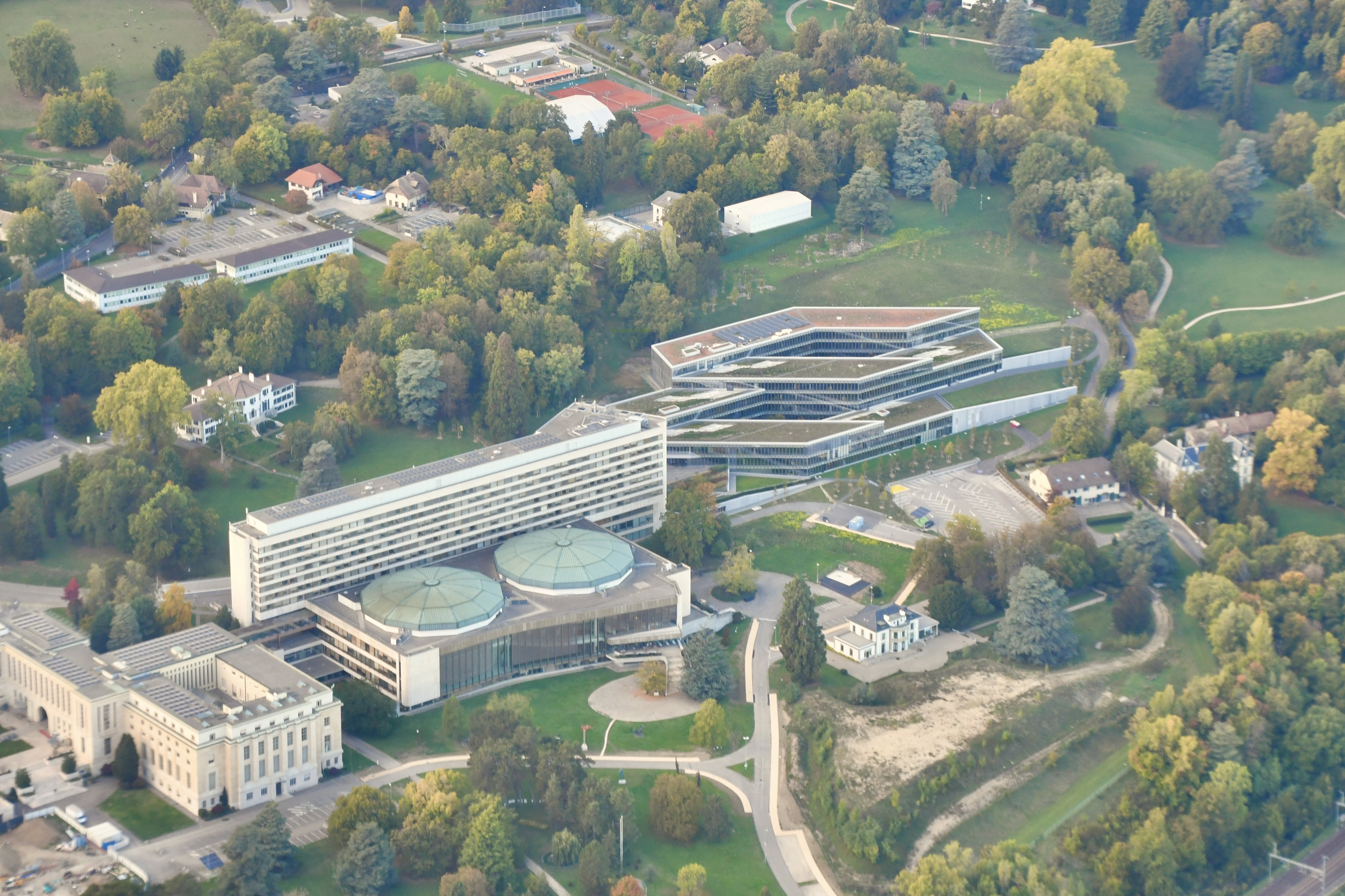
Le nouveau bâtiment H.

- Agence internationale de l'énergie atomique (AIEA)
- Banque mondiale
- Bureau de la coordination des affaires humanitaires (OCHA)
- Bureau des Nations unies pour les services d'appui aux projets (UNOPS)
- Conseil des chefs de secrétariat des organismes des Nations unies pour la coordination (CCS)
- Fonds des Nations unies pour la population (FNUAP)
- Fonds monétaire international (FMI)
- Office de secours et de travaux des Nations unies pour les réfugiés de Palestine dans le Proche-Orient (UNRWA)
- Organisation des Nations unies pour l'alimentation et l'agriculture (FAO)
- Organisation des Nations unies pour le développement industriel (ONUDI)
- Programme alimentaire mondial (PAM)
- Programme des Nations unies pour l'environnement (PNUE)
- Programme des Nations unies pour les établissements humains (ONU-Habitat)
- Programme des Nations unies pour le développement (PNUD)
- Service de liaison des Nations unies avec les organisations non gouvernementales (NGLS)
- Organisation des Nations unies pour l'éducation, la science et la culture (UNESCO)
- Fonds des Nations unies pour l'enfance (UNICEF)
- Volontaires des Nations unies (VNU)

L’ONUG a des activités spécifiques par rapport au siège de New York : les activités centrées sur l’Europe ainsi qu’une spécialisation en désarmement, questions économiques et sociales, action humanitaire et droits de l'homme.